# Шепелёв, Алексей Александрович
Алексей Александрович Шепелёв (подписывается обычно Алексей А. Шепелёв или Алексей О. Шепелёв; род. 1978, село Сосновка Тамбовской области) — русский писатель, литературовед, поэт-авангардист и рок-музыкант. Лауреат премии «Нонконформизм» (2013), финалист премии Андрея Белого (2014), лидер группы «Общество Зрелища» (1997—2014), кандидат филологических наук. Член Союза писателей Москвы (с 2011 г.).

## Биография
Родился 23 февраля 1978 года в селе Сосновка Мордовского района Тамбовской обл. Писать начал с семи лет, до старших классов школы сочинял истории «про котов», а читал мало.
Окончил филологический факультет Тамбовского государственного университета им. Г. Р. Державина (1995—2000). На последних курсах находился на грани отчисления. При этом, по воспоминаниям, огорошивал студентов и преподавателей фразой: «Если меня не отчислят, я поступлю в аспирантуру!».
В 2003 году окончил аспирантуру Тамбовского государственного технического университета, несмотря на выбор «неподходящей» темы, защитил диссертацию «Ф. М. Достоевский в художественном мире В. В. Набокова. Тема нимфолепсии как рецепция темы „ставрогинского греха“».
Разочаровавшись «не только в системе образования, но и в университетской науке», никогда не работал по специальности, искал «дауншифтерскую» работу, не связанную с образованием и журналистикой. В итоге работал эпизодически в разных местах: на сельхозработах, радиожурналистом, продавцом книг, корректором в издательствах и журналах, научным сотрудником московского музея С. А. Есенина, смотрителем храма Василия Блаженного, рабочим студии в группе главного режиссёра одного из центральных телеканалов и др.
Печататься начал в 1995 г. Первоначальную известность приобрёл как поэт-авангардист, участник акций Академии Зауми С. Е. Бирюкова. С начала 1990-х писал как стихотворения и поэмы, так и прозу, но в 2007 г. прекратил писать стихи — «чтобы не повторяться… после чего поэтическое видение полностью покинуло меня».
В 1997 г. стал основателем и идеологом объединения «Общество Зрелища» (совместно с однокурсником О’Фроловым), провозгласившего концепцию «искусства дебилизма», «отгрибизма» или «явления явлений» (в духе ОБЭРИУ), а позже «радикального радикализма». Фактически «ОЗ» как рок-группа не давала концертов. Однако записи, литературные тексты, аудиоспектакли распространялись в то время на аналоговых носителях, и не только в Тамбове. Затем последовали публикации в Интернете и литературных альманахах за рубежом.
Сами же лидеры группы кочевали с одной съёмной квартиры «сарайного типа» на другую, при этом не прекращались перформансы «для избранных» (так называемого «суб-Общества»), формировался и «уходил в народ» словотворческий «диалект „ОЗ“». По словам участников, «это был, конечно, и чистый порыв к искусству и прорыв к нему, но и вместе с тем просто способ выживания в маловыносимых условиях».
В 2010-е постфактум пишут о «культовом статусе группы», при этом справедливо указывая на его локальность и маргинально-андеграундный характер. В конце 1990-х и начале «нулевых» большое влияние на тамбовскую «продвинутую» молодёжь оказывала не только продукция «ОЗ», но и поэзия самого А. Шепелёва, близкая по драйву и тематике к индустриальной рок-музыке.
В 2013 г. вышел CD с альбомом «А бензин — низ неба» (лейбл «Выргород») и двумя бонустреками: сборником синглов «Шаривари» и аудиоспектаклем «Анти-антисептин, День Моркови и другие приключения „святых от Алкоголизма“ Ундиния и Максимия», группа также стала лауреатом премии «Нонконформизм-2013» в номинации «Нонконформизм-поступок».
Альбом получил немало положительных рецензий в музыкальной прессе: журнал «Rockcor», газета «Завтра», рок-портал «Репродуктор», сайт «Рабкор», сайт «Контрабанда», агентство «Sky24» и др. Музыка «ОЗ» прозвучала в программе «StereoVoodoo» А. Троицкого, который сравнил альбом с творчеством группы «Звуки Му». Пластинку также высоко оценили мэтры отечественного андеграунда Кузя УО (К. Рябинов) и Граф Хортица (Гарик Осипов). Открылся авторизованный сайт объединения Nasos-oz.ru.
Состоялись, по сути, первые концертные выступления. После чего группа, отказавшись от пути шоу-бизнеса (по другим сведениям, из-за личной ссоры участников), распалась .
Первый роман «Echo» (2000—2002) вошел в шорт-лист премии «Дебют» и был издан в 2003 г. отдельной книгой в издательстве «Амфора». В нее также вошли пять рассказов, «переброшенные» из других запланированных в издательстве книг.
Второй роман, «Maxximum exxtremum», был написан «в полной изоляции на малой родине» в 2003—2005 гг. Публикация его состоялась только в начале 2011 года.
С 2006 жил в Подмосковье, затем в Москве. Работал корреспондентом и выпускающим редактором рекламно-информационной газеты в Бронницах, затем корреспондентом, выпускающим редактором и главным редактором рекламно-информационной газеты в г. Раменское. Газета имела тираж 140 тыс. экз., а также необычное, «скандальное» название «Себе и сильно» (взятое из неопубликованной повести «Дью с Берковой», написанной в 2005—2006 гг. в посёлке Строитель Тамбовской обл.). Впоследствии издание было переименовано, а Шепелёв из редакции вытеснен.
В 2009—2011 — внештатный обозреватель левацкого сайта «Рабкор», опубликовал десятки развёрнутых рецензий на художественные книги, а также публицистические статьи о фильмах и рок-концертах. Оставшись безработным, написал первый вариант романа «Снюсть, Анютинка и алкосвятые», завершающую часть автобиографической романной трилогии.
В 2014 вместе с женой уехал в глухую деревню. Здесь была создана повесть «Мир-село и его обитатели».
Супруга — Анна Шепелёва, теле- и радиожурналист, критик, ведущая авторской программы «Литературный навигатор» на радио «Вера».
В 2016 году переехал в Анапу. В апреле 2017 г. на местном FM-радио вышла авторская программа «Проза жизни» с чтением отрывков из книги «Мир-село и его обитатели».
В 2023—2024 гг. совместно с культовой группой российского андеграунда «Шумы России» выпустил композицию памяти Ли Перри «The King of Glory», а также концептуальный сорокаминутный альбом с декламацией своих стихотекстов «Сны Совершают Работу».

## Творчество
Произведения публиковались в журналах «Дружба народов», «Новый мир», «Наш современник», «Юность», «Урал», «Сибирские огни»,«Нева»,«Волга», «Север», «День и ночь», «Русская проза» (вып. Б, СПб., 2012), «Православное книжное обозрение», антологии «Нестоличная литература», альманахах «Черновик» (Нью-Джерси), «Дети Ра», «Футурум-АРТ», «Reflection» (Чикаго), «Плавучий мост» (Аугсбург, Германия), «Пигмалион» (Кустанай, Казахстан), «Транслит», «Независимой газете», газете «Литературная Россия», сетевых изданиях «TextOnly», «Textura.Club» «Топос», «Лиterraтура», «Другое полушарие», «Православие.Ru»,«Частный корреспондент», «Мегалит» и мн. др.
Первый роман «Echo», несмотря на его шоковую эстетику, был встречен весьма сочувственно. О нём писали газета «КоммерсантЪ» сайты «Weekend.ru» и «Полит. РУ»,, журнал «Fакел» (№ 1, 2004) и др.
Рецензируя книгу в журнале «Знамя», Андрей Урицкий отмечает, что
Шепелёв представил «в некотором роде, интеллектуальную элиту маргинально-богемного толка». Выделяя автора «Echo» из ряда прозаиков его поколения, критик заключает, что «Шепелёв претендует на вакантное в отечественной прозе место — место радикального маргинала, а эстетически вменяемые радикалы нам нужны, чтобы не превратилось озеро в болото, не затянулось ряской».
Вторая книга «Maxximum exxtremum», собрала множество откликов и вошла в список самых обсуждаемых книг года журнала «Соль», в котором язык Шепелёва назван «литературным чудом».

Ещё до выхода романа в интервью, взятом у Шепелёва в 2007 году, Захар Прилепин отмечает: 
 «Алексей Шепелёв — самый необычайный, самый непредсказуемый и самый недооценённый персонаж современной молодой литературы».
По мнению В. Левенталя, «автор этот в молодой литературе стоит настолько наособицу, что ему трудно издаться».
В статье на сайте «Перемены» отмечена противоречивость биографических сведений о писателе из сельской окраины. Рецензент сайта «Рабкор» рассматривает роман «МЕ» в контексте жанра трэш и делает вывод, что «Шепелёв не следует западным образцам, а создает нехарактерный для отечественной словесности жанр по-русски практически с нуля». Другой взгляд предлагает литературовед Елена Борода, говоря о близости текстов писателя к русской классике, в частности к «опыту страдания», выраженному в книгах Достоевского.
По замечанию Захара Прилепина, Шепелёв в этой книге «…обладает ещё одним редким качеством: у него на фоне звериной серьёзности наших современников, также работающих в жанре „эгореализма“ (меткое шепелёвское определение), всё замечательно с самоиронией». Эгореализм — придуманный в начале 2000-х годов термин писателя, близкий к распространённому, но неудачному, по его мнению, понятию автофикшн.

«Шепелёв — какой-то чумовой гений, вылупившийся из земляной русской цивилизации, как французский шампиньон».

Павел Крусанов
Появляются и негативные отклики на «скандальные» романы, в которых писатель назван «моднючим прозаиком», исполняющим «моральный стриптиз» (критик Александр Кузьменков и др.)
.
В 2013 г. вышла книга прозы «Настоящая любовь», включающая повести «Настоящая любовь/Грязная морковь» и «Russian Disneyland». Согласно авторской датировке, эти повести, почти без изменения, были созданы в 1990-е.

«Не знаю, как для вас, для меня, дорогие читатели, Алексей А. Шепелёв — зна́чимая личность, а на литературной карте России — отдельный крупный пункт, населённый любопытнейшими персонажами», 
 — отмечает в послесловии к этому сборнику Евгений Попов.
Серафима Орлова пишет об авторе книги как о «первооткрывателе некоторых психологических состояний, которые до него в литературе, по-моему, ещё не описывали, либо описывали не настолько точно, либо не верили, что подобные состояния существуют».
Виктор Iванів в поэтических рецензиях на книгу А. Шепелёва писал о его «брутальном и одновременно математически смоделированном языке», неразрывно связанном с содержанием произведений, в которых, по мнению Iваніва, главное «сам принцип письма автора, переживающего как смену сцен мениппеи свою собственную жизнь».
«Мир-село и его обитатели» (2017) — книга, вызвавшая разнонаправленные оценки. Ряд критиков отмечал, что это «…с поправкой на современный язык — настоящая деревенская проза, наследующая всей советской классике от Шукшина до Распутина», при этом свободная от «тоскливости, безысходности и обречённой забубённости», характерной для жанра. Другие критики предложили более глубокую трактовку, согласно которой книга является не столько сатирой, сколько художественным «диагнозом состоянию современного русского интеллигента: состоянию тотального, экзистенциального бездомья», где автор выступает в роли отстранённого наблюдателя собственной неприкаянности , .

«Он настоящий русский писатель той ветви, какую породил Гоголь, а продолжил Достоевский, Леонид Андреев, Булгаков, Мамлеев… Шепелёв этакий авангардист-реалист. Редкое, но очень ценное сочетание».

Роман Сенчин
«Язык повести подчеркнуто простой, включает элементы разговорной речи, диалектизмы, в том числе грамматические и фонетические... заставляя вспомнить произведения Н.С. Лескова, А.П. Чехова, Л.Н. Толстого. Вместе с тем это язык образный, колоритный. 
На первый взгляд фабула и сюжет повести просты, но по мере прочтения становится ясно: у произведения есть второй план, содержащий глубокое философское ядро. Широкие интертекстуальные возможности притчевой и сказовой формы открывают поле для авторского эксперимента», — анализирует художественные особенности повести литературовед Е. А. Андреева.
«Москва-bad» — роман в остросоциальных очерках о буднях столичного мегаполиса, по сути, нон-фикшн, написанный в «ироничной и драйвовой манере автора».
В романе-хронике «Снюсть, Анютинка и алкосвятые», своеобразном «экзистенциальном триллере», напоминающем современные «Москва — Петушки», представляющем «алкоголизм-маргинальность как некую антиномию „нормальной жизни“», основное направление поисков автора можно определить заглавием одного из его интервью — «От экстрима до православия». Книга не опубликована.
Православный взгляд автора в этом романе, а отчасти и в «Москва-bad» и «Мире-селе» обрамляется художественным переосмыслением таких идейных течений, как эскапизм, энафизм, дауншифтинг, экологизм, анти-урбанизм, анти-технократизм (неолуддизм) др.

Поэзия
Первая книга стихов «Novokain ovo» вышла в 2001 году в Тамбове тиражом 120 экземпляров и вскоре стала библиографической редкостью. В 2011 г. издана вторая, «Сахар: сладкое стекло», в которую вошли тексты 1997—2007 годов. В 2018 г. автор запретил публикацию книги в электронном виде.
В 2025 г. в издательстве «Выргород» вышел наиболее полный сборник стихов «Звёздный врагъ [самовыражения]», который составили поэтические тексты 1993—2024 годов, с концептуальным CD-приложением в виде сборника группы «Общество Зрелища» из 22 композиций разных лет .
С. Бирюков отмечает, что в шепелёвских стихотекстах присутствует и социальная лирика, и философская, и любовная, и даже политологическая, «но все это написано иначе, даже не то что другими словами, хотя и другими тоже, а другими синтакто-синтагмо-парадигматическими средствами…».
 «Алексей Шепелёв — поэт-авангардист, напрямую работающий со звуком. Фонетика в его книге выходит за собственные рамки, становится морфологией, преобразует не только мир звучащий, но и мир зримый. Слова сливаются и оборачиваются новыми сущностями, это вузовский учебник языкознания вывернут от самого корешка, ранит остриями страниц, и сам — сплошная рана. Поэзия Шепелёва интеллектуальна, но отнюдь не высоколоба, не безжизненна», 
 — пишет о поэзии А. Шепелёва Евгения Риц.
Д. Давыдов проводит параллель с текстами Егора Летова.
 «Шепелёв — это человек, который обращается со словами так, будто они должны ему денег, но по причине вечной бедности вынуждены расплачиваться исполнением изощренных трюков»,
 — отмечает рецензент журнала «Rockсor», анализируя текстовую основу альбома «Общества Зрелища».
Стихи А. Шепелёва переводились на немецкий и французский языки.

## Интересные факты
- Известен как противник соцсетей. Основатель движения «АнтиВфейсбуке»(2015—2017). На главной странице сайта объединения «Общество Зрелища» имеется надпись: «No FB. NO VK». Из интервью: «…как раньше я, например, боролся против теледебилизации, так сейчас я откровенно выступаю против тотального увлечения соцсетями, бездумной компьютеризации общества, мозга и всего вообще»[41].
- Роман «Снюсть, Анютинка и алкосвятые» писался в течение 12 лет (2008—2020).

## Признание
- 2000 — лонг-лист премии «Дебют» в номинации «Малая проза»
- 2002 — шорт-лист премии «Дебют» в номинации «Крупная проза»
- 2003 — лауреат Международной Отметины им. Д. Бурлюка
- 2009 — лауреат конкурса журнала «Север» в номинации «Проза»
- 2010 — финалист премии «Нонконформизм»
- 2013 — лауреат премии «Нонконформизм»
- 2014 — шорт-лист премии Андрея Белого в номинации «Проза»
- 2017 — лонг-лист премии «Национальный бестселлер»
- 2018 — шорт-лист Международного конкурса малых форм для театра «Смешного фестиваля» в СПб.
- 2018 — лонг-лист Премии Исаака Бабеля
- 2018 — лонг-лист премии «Ясная Поляна»
- 2019 — лонг-лист премии «Неистовый Виссарион»
- 2019 — шорт-лист международной премии им. И. Анненского
- 2019 — шорт-лист премии «Чистая книга» им. Ф. Абрамова
- 2021 — шорт-лист премии «Я в мире боец» им. В. Г. Белинского
- 2022 — шорт-лист Международного конкурса им. К. Н. Леонтьева журнала «Наш современник»

## Книги
- Novokain ovo: Книга стихотворений. — Тамбов, 2001.
- Echo: Роман, рассказы. — СПб.: Амфора, 2003.
- Сахар: сладкое стекло: Книга стихотворений. — М.: Русский Гулливер, 2011.
- Утренний закат: Повесть/ Антология прозы двадцатилетних (вып. 4). — СПб.: Лимбус Пресс, 2011.
- Maxximum Exxtremum: Роман. — М.: ИД «Кислород», 2011.
- Настоящая любовь: Повести. — М.: Фонд социально-экономических и интеллектуальных программ, 2013.
- Мир-село и его обитатели: Повесть. — М.: Эксмо, 2017.
- Настоящая любовь/Грязная морковь: Повесть. — Екатеринбург: ИД «Выбор Сенчина», 2017.
- «Звёздный врагъ [самовыражения]»: Книга стихотворений + CD. — М.: Выргород, 2025.